# Aspidium multicaudatum
Aspidium multicaudatum là một loài dương xỉ trong họ Tectariaceae. Loài này được Wall. ex Bedd. mô tả khoa học đầu tiên năm 1883.
Danh pháp khoa học của loài này chưa được làm sáng tỏ. 